# Farväl Falkenberg
Farväl Falkenberg é um filme de drama sueco de 2006 dirigido e escrito por Jesper Ganslandt. Foi selecionado como representante da Suécia à edição do Oscar 2007, organizada pela Academia de Artes e Ciências Cinematográficas.

## Elenco
- John Axel Eriksson - John
- Holger Eriksson - Holger
- David Johnson - David
- Jesper Ganslandt - Jesper
- Jörgen Svensson - Jörgen